# Partido da Justiça Democrática
O Partido da Justiça Democrática (hangul: 민주정의당: hanja: 民主正義黨; RR: Minju Jeong-uidang; McCune-Reischauer: Minju Chŏng-ŭitang) foi um partido político que governou a Coreia do Sul de 1980 a 1987.

## História
Em dezembro de 1979, Chun Doo-hwan tornou-se o líder da Coreia do Sul depois de liderar um golpe militar, sendo eleito presidente por direito próprio em agosto de 1980. Dois meses depois de assumir o cargo, ele aboliu todos os partidos políticos, incluindo o Partido Republicano Democrático de Park Chung-hee, que governava o país desde 1963, tendo poucas restrições viáveis ao seu poder desde o autogolpe de Park em 1971. Uma nova Constituição, que inaugurou a Quinta República, foi promulgada no final de outubro.
Em janeiro do ano seguinte, Chun criou o Partido da Justiça Democrática, que conquistou o apoio da maioria dos legisladores e políticos do Partido Republicano Democrático (que para todos os efeitos, tinha adotado um novo nome). Ele foi eleito como o primeiro presidente da Quinta República em 1981. Apesar do Partido da Justiça Democrática ter obtido grande maioria nas eleições legislativas em 1981 e 1985 e o sistema ter sido manipulado a seu favor, ele tinha muito menos poder do que o Partido Republicano Democrático.
A Constituição de 1980 limitou o presidente a um mandato único de sete anos, sem possibilidade de reeleição. Chun anunciou sua aposentadoria em 1987, mas resistiu a todos os apelos para tornar regime mais aberto. A situação mudou em 1987, quando o candidato presidencial do Partido da Justiça Democrática, Roh Tae-woo, prometeu que a eleição presidencial daquele ano seria livre e democrática. Roh se tornou o primeiro presidente eleito direto sob eleições livres e justas em dezembro de 1987. Em 1990, o Partido da Justiça Democrática se fundiu com o Partido Democrático da Reunificação de Kim Young Sam e o Novo Partido Republicano Democrático de Kim Jong-pil para formar o Partido Democrático Liberal.

## Resultados eleitorais

### Eleições presidenciais
| Ano  | Candidato     | Candidato | Cl. | Votos     | %          | Resultado |
| ---- | ------------- | --------- | --- | --------- | ---------- | --------- |
| 1981 | Chun Doo-hwan |           | 1.° | 9,250,262 | 90,2 / 100 | Eleito    |
| 1987 | Roh Tae-woo   |           | 1.° | 8,282,738 | 36,6 / 100 | Eleito    |

### Eleições legislativas
| Ano  | Assentos  | Votos     | %          | +/- | Resultado | Líder eleitoral |
| ---- | --------- | --------- | ---------- | --- | --------- | --------------- |
| 1981 | 151 / 276 | 5,776,624 | 35,6 / 100 | 83  | Maioria   | Chun Doo-hwan   |
| 1985 | 148 / 276 | 7,040,811 | 34,0 / 100 | 03  | Maioria   | Chun Doo-hwan   |
| 1988 | 125 / 299 | 6,675,494 | 34,0 / 100 | 23  | Minoria   | Roh Tae-woo     |